# 張廷孟
張 廷孟（ちょう ていもう / チャン・ティンメン、张廷孟）は、中華民国空軍の軍人。字は紹孔。

## 経歴
嶗山の漢河村出身。本籍は即墨区。1925年1月、黄埔軍官学校第3期歩兵科入学。同期にのち空軍副司令となる毛邦初。在学中は第2次東征作戦に参加した。
1926年12月、広東航空学校第2期卒業。半年後、ソ連のボリソグレプスクの第2航空学校（現V・P・チカロフ名称ボリソグレプスク航空乗組員訓練航空センター）に留学。
1929年6月、中央陸軍軍官学校航空班飛行教官。
1930年1月20日、軍政部航空第2隊隊長。中原大戦に参加し、戦後は済南に駐留した。
1932年7月16日、軍政部航空第6隊隊長。
1933年7月18日、軍政部航空第4隊隊長。
1935年9月7日、空軍中校。
1936年10月、空軍第2大隊長。
1937年7月、天津支隊指揮官。しかし日本軍の攻撃を抑えることは出来ず、7月30日に天津は占領される。8月5日、上海警備のため信陽、続いて広徳への移駐を命じられる。8月14日、副隊長の孫桐崗主導で上海の日本軍陣地への爆撃が行われるが、租界内の民間人を多数巻き添えにする失態を犯した。
1937年11月、空軍前敵総指揮部轟炸司令。南京保衛戦に参加。翌年3月の前敵総指揮部解体以降はソ連空軍志願隊との連絡業務や参謀職に就いていたと思われるが、実質的に左遷であったようで、4月29日の漢口鬼王空戦時点では自身より後に第1大隊長になった邢剷非にすら反論できない立場であった。
1938年5月、空軍第1路司令官。徐州会戦や武漢会戦などの空戦に参加。
1940年12月5日、空軍上校。
1941年4月、空軍総指揮部参謀長。
1943年2月、航空委員会主席参事。同年9月8日、空軍第1路司令。11月5日、桂林にて成立した中美空軍混合團中方司令（美方司令はウィンスロー・キャロル・モース大佐）。
1945年9月9日、南京の中央軍官学校大礼堂にて行われた中国戦区における日本の降伏調印式に空軍代表として参加。9月14日、台北松山飛行場に赴き、台湾における機材接収業務の準備を行う。南京に帰還後は北平空軍指揮所指揮官兼空軍第1路司令官。
1946年9月、第1軍区司令官。東北剿匪総司令部空軍指揮部指揮官などになり、東北部の戦闘に参加。
1948年3月1日、空軍総司令部諮議室主席諮議官。
1948年9月22日、空軍少将。
1949年、台湾に退避後は空軍総司令部参謀長、顧問、中華民国総統府戦略顧問などを務めた。1953年10月、空軍中将となり、同年12月に退役。軍を退役後はアメリカに移住。1973年5月5日、台北で病死。台北県新店碧潭の空軍公墓に埋葬された。

## その他
当時志願隊の政治委員であったアンドレイ・リトフ大隊政治委員（のち空軍上級大将）は、回想録「五洋の騎士」（ロシア語: Рыцари пятого океана）で、華北出身で第2航空学校を卒業し、ロシア語が話せる「チャン大佐」（полковник Чжан）なる人物が共同作戦を行うため志願隊に出向して来たと述べており、張廷孟の事と思われる。
東洋人では珍しく長身かつスマートな体格とされ、国際第14大隊のパイロットと交渉するなど志願隊のサポートに全力を尽くす反面、夜間着陸ではリトフにしがみ付いていたり、麻薬の蔓延るスラム街に憤ったリトフにあきらめ気味な言葉を返すなど、親切だがどこか小役人的なコメディリリーフ的人物として描かれている。

## 栄典
- 五等宝鼎勲章（中国語版）　1931年4月29日[29][3]
- 五等雲麾勲章（中国語版） 1936年11月12日[30]
- 四等雲麾勲章 1944年8月3日[31]
- 青天白日勲章 1944年8月13日[32]
- 二等空軍復興栄誉勲章 1945年8月11日[33]
- 二等雲麾勲章 1947年8月14日[34]
- 二等宝鼎勲章 1947年11月15日[35]